# Грёйтерс, Ханс
Йоханнес Петрус Адрианус «Ханс» Грёйтерс (нидерл. Hans Gruijters; 30 июня 1931, Хелмонд — 17 апреля 2005, Лелистад) — нидерландский политический и государственный деятель, журналист, соучредитель леволиберальной политической партии «Демократы 66», бургомистр города Лелистад (1980—1996) (Флеволанд).

## Биография
Изучал психологию, политологию и социальные науки в Амстердамском университете. Работал в текстильной компании в Хелмонде . Позже был совладельцем различных компаний в сфере гостиничного и общественного питания в Амстердаме . С 1960 по 1967 год руководил иностранным отделом голландской ежедневной газеты Algemeen Handelsblad . В 1971—1973 годах -главный редактор голландского филиала американской информкомпании Nielsen Holdings.
Как политик был активным членом Народной партии за свободу и демократию. С 1959 года — руководитель Молодежной организации Свобода и демократия.
В 1966 году вместе с Х. Ван Мирло был одним из создателей леволиберальной партии Демократы 66.
В 1972—1973 годах — член Палаты представителей Нидерландов.
В 1973—1977 годах занимал пост министра государственного жилищного строительства и экологического планирования Нидерландов.
Бургомистр города Лелистад (1980—1996).